# Anna Mechler
Anna Mechler (* 21. Oktober 1985 in Siegen) ist eine deutsche Chemikerin. Sie ist am Forschungszentrum Jülich Leiterin der Gruppe Elektrokatalyse im Institute of Energy Technologies – Grundlagen der Elektrochemie (IET-1) und seit Mai 2020 Professorin an der Aachener Verfahrenstechnik (AVT) der RWTH Aachen. Ihr Lehr- und Forschungsgebiet ist Elektrochemische Reaktionstechnik.

## Wissenschaftlicher Werdegang
Anna Mechler studierte Applied Science an der Bergischen Universität Wuppertal und erhielt 2010 ihren Master in Materialwissenschaften von der Universität Osnabrück. Sie promovierte in Chemie am Max-Planck-Institut für Eisenforschung in der Elektrokatalyse-Gruppe von Karl J. J. Mayrhofer. Ihr Thema war: Combinatorial Screening of Fuel Cell Catalysts for the Oxygen Reduction Reaction unter der Leitung von Martin Stratmann. Im Jahr 2014 erhielt sie ihren Abschluss mit der Auszeichnung summa cum laude.
Bis Ende 2015 arbeitete sie als Postdoc am Institute Charles Gerhardt de Montpellier (ICGM-AIME) in der Gruppe von Frédéric Jaouen an der Universität Montpellier in Frankreich. Danach wechselte sie zum Max-Planck-Institut für Chemische Energiekonversion, wo sie in der Gruppe für heterogene Reaktionen unter Robert Schlögl als Gruppenleiterin für Elektrokatalyse fungierte.
Seit 2020 arbeitet sie im Institute of Energy Technologies - Grundlagen der Elektrochemie (IET-1) des Forschungszentrums Jülich und leitet dort die Gruppe Elektrokatalyse. Nach dem Jülicher Modell wurde sie zugleich im Mai 2020 auf den neu eingerichteten Lehrstuhl Elektrochemische Reaktionstechnik an der Aachener Verfahrenstechnik (AVT) der RWTH Aachen berufen. Die Einrichtung des Lehrstuhls wurde durch eine Spende der Firma Covestro finanziert. Das Forschungsgebiet befasst sich mit elektrochemischen Prozessen, insbesondere mit der Funktionsweise von Elektrokatalysatoren und dem Einfluss variierender Reaktionsbedingungen.
Anna Mechler koordiniert das vom BMBF geförderte Projekt „PrometH2eus“ mit 26 Partnern im Rahmen des Leitprojekts „H2Giga“, einer Initiative zur großskaligen Umsetzung von Elektrolyseuren in Deutschland. Als Mitglied des Lenkungskreises des Clusters4Future „SupplHyInno Rheinland“ an der RWTH Aachen organisiert sie regelmäßig das Aachener Wasserstoff-Kolloquium mit. 2023 war sie Co-Vorsitzende der Konferenz „European Fuel Cell Forum“ in Luzern.

## Forschungsschwerpunkte und Interessen
Ein zentrales Thema ihrer Forschung ist Wasserstoff. Wasserstoff kann vielseitig eingesetzt werden, sei es als Treibstoff in Brennstoffzellen oder als Rohstoff in der chemischen Industrie. Mechlers Forschung fokussiert besonders auf Energieumwandlungsprozesse, die bei der Herstellung oder Umwandlung von Wasserstoff in Brennstoffzellen ablaufen. Diese Prozesse finden an Katalysatoren statt, die ähnlich wie Abgaskatalysatoren wirken, indem sie eine Oberfläche bieten, auf der die Reaktion bzw. Umwandlung stattfinden kann. Ziel ihrer Forschung ist es, diese Oberflächenreaktionen besser zu verstehen und zu optimieren, um die Effizienz des Umwandlungsprozesses weiter zu steigern.
Vor dem Hintergrund der Energie- und Rohstoffwende besteht ein hoher Innovationsbedarf in der industriellen Elektrochemie. Im Zuge der Elektrifizierung der chemischen Industrie müssen erneuerbare Energien genutzt werden, um CO2-neutrale Wertschöpfungsketten zu etablieren. Diese Prozesse erfordern ein komplexes Zusammenspiel von Katalysatormaterialien und ihrer Reaktionsumgebung. Eine zentrale Herausforderung besteht darin, vielversprechende Prozesskonzepte in den industriell nutzbaren Maßstab zu übertragen. Mechlers Forschung positioniert sich an der Schnittstelle zwischen anwendungsorientierter Grundlagen- und Prozessforschung.
Im Detail, ihre Kernkompetenzen umfassen die Entwicklung von Elektroden, die Erforschung von Wasserstoff und Brennstoffzellen, sowie die Elektrolyse. Sie verfügt über umfassende Expertise in der Elektrokatalyse, insbesondere in den Bereichen Sauerstoffreduktion und Brennstoffzellen. Weitere Schwerpunkte ihrer Arbeit sind die Untersuchung der Aktivität und Stabilität von Katalysatoren, CO-Stripping, elektrochemische Flusszellen gekoppelt mit ICP-MS, sowie die Synthese und Charakterisierung von Elektrokatalysatoren. Zudem nutzt sie Techniken wie die rotierende (Ring) Scheiben-Elektrode (R(R)DE), Brennstoffzellen-Messstände und N2-Adsorption (BET).

## Publikationen (Auswahl)

### Beiträge in Fachzeitschriften
- mit Nastaran Ranjbar Sahraie, Vanessa Armel, Andrea Zitolo, Moulay Tahar Sougrati, Jan N. Schwämmlein, Deborah J. Jones, Frédéric Jaouen: Stabilization of Iron-Based Fuel Cell Catalysts by Non-Catalytic Platinum. In: Journal of The Electrochemical Society. Band 165, Nr. 13, September 2018. doi:10.1149/2.0721813jes, S. F1084.
- mit Chang Hyuck Choi, Won Seok Choi, Olga Kasian, Moulay Tahar Sougrati, Sebastian Brüller, Kara Strickland, Qingying Jia, Sanjeev Mukerjee, Karl J. J. Mayrhofer, Frédéric Jaouen: Unraveling the Nature of Sites Active toward Hydrogen Peroxide Reduction in Fe-N-C Catalysts. In: Angew. Chem. Int. Ed. Band 56, Nr. 30, Juli 2017. doi:10.1002/anie.201704356, S. 8809–8812.

### Beiträge in Anthologien
- mit Niklas Thissen, Julia Hoffmann, Sebastian Tigges, Dominik A. M. Vogel, Jil J. Thoede, Stefanie Khan, Nicolai Schmitt, Saskia Heumann, Bastian J. M. Etzold, Anna K. Mechler: Industrially Relevant Conditions in Lab-Scale Analysis for Alkaline Water Electrolysis. In: ChemElectroChem. Band 11, Nr. 1, 2024. doi:10.1002/celc.202300432.
- mit Adarsh Jain, Vineetha Vinayakumar, André Olean-Oliveira, Christian Marcks, Mohit Chatwani, Corina Andronescu, Doris Segets: From Small-Area Observations to Insight: Surface-Feature-Extrapolation of Anodes for Alkaline Oxygen Evolution Reaction. In: ChemCatChem. Band 16, Nr. 5, 2024. doi:10.1002/cctc.202301461.